# Shahrestān-e Shādegān
Shahrestān-e Shādegān (persiska: شهرستان شادگان, شادگان) är en delprovins (shahrestan) i Iran.   Den ligger i provinsen Khuzestan, i den västra delen av landet, 600 km söder om huvudstaden Teheran.
Delprovinsen hade 138 480 invånare 2016.